# Petunidina

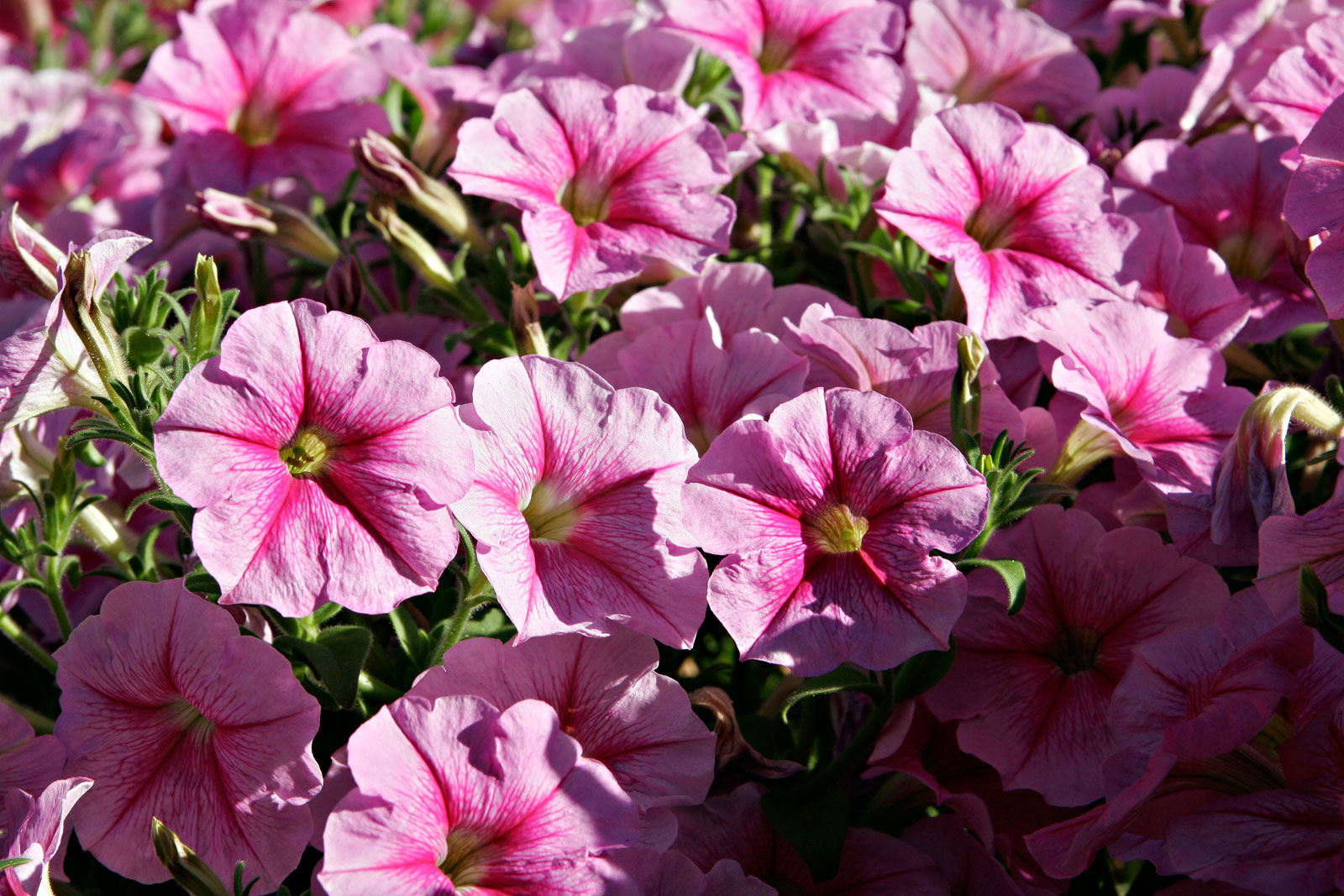
petúnias rosadas.

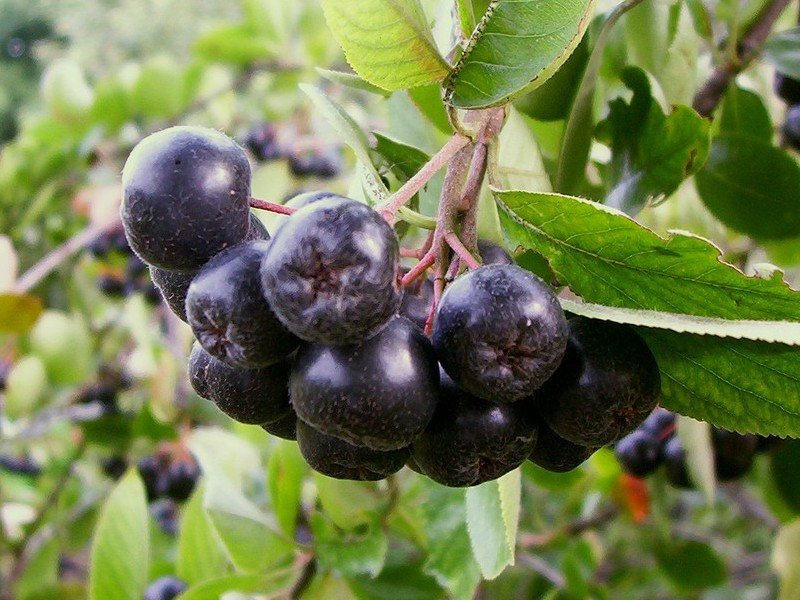
Aronia melanocarpa

Petunidina (Pt) é uma antocianina. É um composto orgânico natural, sendo um pigmento hidrossolúvel de coloração vermelho-escuro ou púrpura encontrado em plantas como "chokeberries" (Aronia sp), "Saskatoon berries" (Amelanchier alnifolia) ou diferentes espécies de uvas (Vitis vinifera, ou "muscadine", Vitis rotundifolia), além de ser responsável pelo pigmento da pétala de muitas flores. O próprio nome da molécula deriva do nome de uma flor onde é encontrado, no caso, a Petúnia.

## Biosíntese
A petunidina pode ser formada no exocarpo de frutas a partir da delfinidina, com uma anthocianinae flavonoid O-methiltransferase (Catecol-O-methil transferase) catalizando a metilação do anel B e S-Adenosil-L-methil-3H metionina sendo o doador do grupo metila.

## Glicosídios
As formas glicosiladas da petunidina estão presentes na uva. E incluem:
- petunidina 3-glicosídio
- Petunidina-3-O-(6-p-coumaroil) glicosídio
- Petunidina-3-O-(6-p-acetil) glicosídio
- Petunidina-3-O-Galactosídio
- Petunidina-3-Rutinosídio

## Usos
Petunidina é identificada como E165f, E163 e pelos números correspondentes para antocianinas na lista E de corantes alimentares.